# Lista de episódios de Naruto Shippuden (16.ª temporada)
Esta é uma lista de episódios da décima sexta temporada de Naruto Shippuden, começou a ser exibida no dia 2 de outubro de 2014 e foi encerrada em 26 de março de 2015, compreende do episódio 380 ao 405.[carece de fontes?]
| # | Título                                                      | Estreia    |
| --- | ----------------------------------------------------------- | ---------- |
| 380 | "O Dia do Nascimento de Naruto" "ナルトが生まれた日"        | 2/10/2014  |
| Juubito faz aparecer a Árvore Lendária Shinju imperfeita e cria uma barreira para destruir todos. Com toques de punhos entre Minato e Naruto, Naruto recupera chakra e passa todo seu chakra para todos os membros da Força Aliada e os teletransporta para fora da barreira. Naruto menciona que já conheceu Kushina e também dos últimos momentos antes de serem mortos pelo Kurama. |                                                             |            |
| 381 | "A Arvore Divina" "神樹"                                    | 9/10/2014  |
| Kurama diz a Naruto que pode usar o Sennin na forma Bijuu, desde o último incidente com Nagato. Após Naruto ativar o modo Sennin, ele contra-ataca Juubito, mas ele consegue completar a Árvore Lendária Shinju que possui a capacidade de roubar chakra. Madara explica a Hashirama que a árvore era um tesouro sagrado e a razão de se originar o chakra foi através de Kaguya Otsutsuki e aquele que parou foi Hagoromo Otsutsuki, seu próprio filho. |                                                             |            |
| 382 | "O Sonho de um Shinobi" "忍の夢"                            | 16/10/2014 |
| Juubito parece ter a luta ganha. Hashirama conta um pouco sobre a árvore, mas qualquer ninja se recusa a dar um passo. Suigetsu, Karin e Orochimaru também chegam para ajudar. Juubito afirma que dentro de 15 minutos a árvore Sagrada chegará na forma perfeita. Sasuke contra-ataca a árvore que drena o chakra e Naruto vai atrás, que transmite parte de seus sentimentos para cada um e contra-atacam Juubito. Hashirama comenta da primeira reunião dos cinco Kages de outras aldeias e acredita que as cinco nações se uniriam contra um só mal, algo que realmente Hashirama acreditava se torna realidade. |                                                             |            |
| 383 | "A Esperança continua" "希望を追う"                         | 23/10/2014 |
| Shikamaru se recupera com o chakra do Kurama após ter seu chakra absorvido pela árvore. Os outros Ninjas e os cinco Kages de outras nações e os Edos-Kages de Konoha contra-atacam a árvore enquanto Juubito está distraído com Sasuke e Naruto. Juubito coloca Sasuke e Naruto no chão, mas eles ainda não se entregam. |                                                             |            |
| 384 | "Um Coração repleto de Amizade" "仲間で満ちた心"            | 30/10/2014 |
| Sasuke envolve Kurama com seu Susanoo e Naruto contra-ataca Juubito. Seus colegas exceto Sakura, partilham parte do chacra de Naruto, que fazem um dano no Juubito. Depois de tentar extrair os Bijuus retirados por Obito, Naruto percebe que Obito desejava a mesma coisa que ele e recebe ajuda de todos os ninjas da força aliada e colocam Juubito num mundo de sonhos para tentar trazer o antigo Obito de volta. |                                                             |            |
| 385 | "Obito Uchiha" "うちはオビト"                               | 6/11/2014  |
| No mundo de sonho de Obito, ele relembra de toda vez de quando era observado por Rin e de todas as vezes quando era apoiado. Obito tentava alcançar Kakashi, assim como Sasuke e Naruto. Depois ele é condecorado como Genin e acaba se tornando companheiro de Kakashi e Rin sob a tutela de Minato. Juubito justifica que a paz verdadeira conseguiria num mundo de ilusões, mas Naruto afirma de que isso é errado. |                                                             |            |
| 386 | "Eu sempre estarei te observando" "ちゃんと見てる"          | 13/11/2014 |
| Ainda continua as lembranças do Chuunin Shiken dos mesmos exames dos dias em que passavam o Time 7 Sasuke, Naruto e Sakura, mas Obito toda vez era apoiado por Rin. Obito era reprimido por Rin quando ela dizia para parar de se exibir, mas que sempre o observaria, mesmas palavras dita por Naruto. |                                                             |            |
| 387 | "A promessa cumprida" "守られた約束"                        | 20/11/2014 |
| Ele tenta resgatar o antigo Obito, mas Juubito pega Naruto pelo pescoço dizendo que isso não daria em nada, até Naruto o socar e dizer que a própria Rin se importava com ele, até os Bijuus saírem dele até perder a forma de Rikudou Paín. Sasuke se prepara para matar Obito, mas Kakashi consegue voltar da outra dimensão e se prepara para matá-lo, mas Minato o impede. Minato percebe que foi seu erro que fez Obito ir para caminho do mal, como também a perda de Rin. Kakashi compara Naruto e Obito dizendo que são diferentes, embora Obito seguisse um caminho que o levou para o mal, Naruto seguia sempre em frente sem desistir e que sempre teria seus amigos para apoiá-lo. |                                                             |            |
| 388 | "Meu primeiro amigo" "最初の友"                             | 27/11/2014 |
| Gaara pede ao Shukaku para lutar a seu lado. Son pergunta a Gaara se ele é realmente amigo de Naruto. Gaara relembra dos dias de sua infância quando era temido desde o dia de seu nascimento, quando Yashamaru, irmão de Karura mente para Gaara de uma triste realidade que o levou a morte e depois de quando entrou no Chuunin Shiken quando ele batalhou contra Sasuke e depois derrotado por Naruto. Gaara depois se torna Kazekage, mas teve sua vida tomada pela Akatsuki e depois quando foi salvo pela avó Chiyou sendo a custa de sua vida e Naruto, fato que os tornou próximos pelo fato de ambos de serem Jinchuuriki. Gaara depois responde que sim, é na verdade amigo de Naruto e juntos partem na guerra contra Madara.                                                                           |                                                             |            |
| 389 | "Minha querida irmã mais velha" "憧れの姉さま"              | 4/12/2014  |
| (Omake) Um extra que fala dos laços entre Hinata e Hanabi na época infantil. Hinata treina com Neji e Hanabi a espreitava, mas Neji acaba sendo implacável com ela até Hiashi deter seus movimentos. Ela também conhece Naruto, com o qual não teve contato, mas Hinata o observava. Em uma competição quem herdaria o posto da família Hyuuga, Hinata comete um erro por causa de sua hesitação e se afasta do clã Hyuuga e agora está sob a tutela de Kurenai. |                                                             |            |
| 390 | "A decisão de Hanabi" "ハナビの決意"                        | 4/12/2014  |
| (Omake) Depois de saber da derrota de sua irmã no Exame Chunin, Hanabi observa a luta de Neji e Naruto e de quando Neji foi derrotado. Neji ajuda Hinata em seu treinamento para desenvolver suas habilidades. Com o passar de três anos, Neji e Hinata já quase chegam a nível de alcançar Naruto depois de desenvolver o Fuuton Rasenshuriken. Com a invasão de Pain, descobre que foi Naruto que salvou sua aldeia, mas tudo isso pelo fato de Hinata amar Naruto. Com a chegada da Grande Quarta Guerra Shinobi, Hinata é designada para o esquadrão ninja de reconhecimento sensorial, enquanto Hanabi ficava para proteger o clã Hyuuga, mas descobre que sua irmã cresceu bastante. |                                                             |            |
| 391 | "Madara renasce" "うちはマダラ、立つ"                       | 11/12/2014 |
| Obito tenta usar seu jutsu para reviver todos os shinobis, assim como Nagato, mas as coisas parecem ter dado uma virada quando Zetsu negro se apossa do corpo de Obito e passa seus poderes a Madara. Assim Madara se torna mortal, mesmo confrontando Sasuke, ele consegue se esquiva mesmo sem ter seus olhos. Zetsu negro se apossa de Obito como um recurso final para fortalecer os poderes de Madara. Depois de Madara ter se apossado do jutsu de Hashirama, ele agora direciona seu ataque nos Bijuus. |                                                             |            |
| 392 | "O Coração Oculto" "裏の心"                                 | 18/12/2014 |
| Depois de Madara absorver a Arte Sábia de Hashirama, ele começa enfrentando os Bijuus, mas parece não sofrer nada. Um dos Zetsus branco aparece com o Rinnegan de Madara e Madara pega um dos braços de Zetsu e transplanta o Rinnegan e evoca a estátua Gedou Mazou e captura todos os 7 Bijuus. Gaara tenta impedir que Madara capture Shukaku e ele relembra de uma lembrança do primeiro Jinchuuriki. Assim Gaara e os outros Bijuus lutam para deter Madara, mas ele consegue sair da Pirâmide de Areia com o Susanoo. |                                                             |            |
| 393 | "O verdadeiro fim" "本当の終わり"                           | 25/12/2014 |
| Madara captura todos os Bijuus e também absorve a de Naruto, que o faz ficar imóvel. Tobirama contra-ataca Madara e Gaara aproveita para retirar Naruto, mas este não demonstra ser um rival a altura para Madara. Hashirama passa seu chacra ao Sasuke para por fim nos planos de Madara, mas este atravessa Sasuke com sua katana que agora tem sua vida por um fio. Gaara leva Naruto até a força aliada e Tsunade pede a Sakura para ajudar Naruto. Karin sente o chacra de Sasuke diminuir. Chega o momento do presságio em que ambos vão morrer. |                                                             |            |
| 394 | "Um Novo Exame Chunin" "新たなる中忍試験"                   | 08/01/2015 |
| (Filler) Tsunade relembra dos últimos anos em que Naruto realizava seu treinamento com Jiraiya enquanto tenta voltar com o Exame Chunin para atrair a Akatsuki. Gaara, como Kazekage, se propôs a servir de isca para atrair a Akatsuki e usar a Vila da Areia para propor os jogos do Exame Chunin. |                                                             |            |
| 395 | "Que comece o Exame Chunin" "中忍試験、開始!"               | 15/01/2015 |
| (Filler) Kakashi entra no País da Chuva para designar os Genins para participar do exame. Fuu decide sair do País da Chuva para participar do exame e também é acompanhada por outros dois ninjas, mas ela não deveria revelar sua identidade que ela é na verdade Jinchuuriki do Choumei. O time 10 está desfalcado, sendo que Shikamaru virou Chunin sob a comendação da Tsunade e Ino pede a Sakura para participar do exame, mas ela simplesmente recusa porque teme pelo fato de ser um fardo. Naruto continua seu árduo treinamento com Jiraiya em que quase libera o chacra do Kurama. Sakura faz parte de uma operação para salvar um paciente em que ela excede o limite de chacra, que a faz ficar inconsciente, mas consegue ter êxito e salva o paciente. Sakura agora integra o time com Ino e Chouji. |                                                             |            |
| 396 | "Três problemas" "三つの問題"                               | 22/01/2015 |
| (Filler) O time Konohamaru presenciam os preparativos para o Exame Chunin, mas Shikamaru fala que Naruto não participará do exame. Konohamaru se disfarça de Naruto, mas Neji descobre a farsa de Konohamaru e Neji afirma que Naruto não importa de ser Genin e que se tornará um grande Hokage. Cada pessoa pega um número que foi designado a cada uma das salas e tem de responder questões para totalizar 100 pontos. Enquanto cada um tenta resolver as questões num teste supervisionado por Shikamaru, na sala 1 Neji e Hinata já mostram o óbvio das questões. |                                                             |            |
| 397 | "O único apto para ser líder" "リーダーに相応しい者"        | 29/01/2015 |
| (Filler) Neji tenta manter os outros de cabeça fria para não cometer outros erros no teste. Shikamaru manda uma pergunta se realmente escolheria um companheiro para servir de isca. Como ninguém respondeu, alguns passaram no teste. Os anciões Homura e Koharu notificam a Tsunade sobre Hanzou de Danzou e este afirma que Hanzou acaba sendo morto, provavelmente por um dos caminhos de Pain. Kankuro fala a Tsunade que o segundo exame será realizado na areia. Temari agora fica responsável pela parte do segundo exame e a segunda parte do exame agora tem início. |                                                             |            |
| 398 | "A noite antes do segundo exame" "二次試験、前夜"           | 5/02/2015  |
| (Filler) Um dos infiltrados aparecem para tentar alcançar Gaara, mas acaba sendo impedido por Kankuro e Temari. Acontece uma briga num refeitório, mas acaba sendo interrompido por Fuu. Kakashi volta para dar as novas sobre Hanzou. Sakura, Ino e Chouji são pegos por um escorpião gigante, mas são salvos por Fuu. Agora, começa a segunda parte do exame. |                                                             |            |
| 399 | "Sobrevivência no Deserto Infernal!" "魔の砂漠のサバイバル" | 12/02/2015 |
| (Filler) Shira relembra dos dias quando treinou com Gaara. Os outros times começam a deixar o local de repouso para a sobrevivência do deserto, mas o time de Lee caem num genjutsu pelo time de Shira e são presos por uma catarata de areia. Shira depois descobre que parte dos ninjas da areia resolve ficar contra ele, mas depois são salvos pelo time de Lee. Lee descobre que Shira é como Lee, especialista em Taijutsu. |                                                             |            |
| 400 | "Como um usuário de Taijutsu" "体術使いとして..."           | 19/02/2015 |
| (Filler) O time Lee descobre que Shira treinou Taijutsu arduamente e que não era aceito pelo fato de praticar Taijutsu. Ele depois consegue a aceitação de se tornar Shinobi depois de Gaara assumir o posto de Kazekage. Lee vai atrás dos ninjas da areia para que perdoem Shira, mas acaba caindo narmadilha do inimigo do Genjutsu, até Neji e Ten Ten. Shira os pede para perdoarem e que algum dia seria reconhecido como um grande Shinobi. Os outros ninjas da areia entregam seus pergaminhos para não destruírem seu orgulho e vão embora. Lee propõe uma luta entre ele e Shira. |                                                             |            |
| 401 | "O Final" "極めし者"                                        | 26/02/2015 |
| (Filler) Começa a luta entre Lee e Shira e Shira bloqueia os pontos de chacra de Lee. Lee depois relembra dos dias de treino que teve com Guy e põe em prática na luta contra Shira. Shira libera os pontos de chacra de Lee e os dois dão o seu melhor. Lee consegue vencer Shira e os dois se despedem. Gaara investiga o time da cachoeira em que está Fuu e ele descobre que Fuu se trata de uma Jinchuuriki. |                                                             |            |
| 402 | "Fuga vs. perseguição" "逃走VS追跡"                         | 5/03/2015  |
| (Filler) O time Kurenai dão de cara com um time rival, que conseguem roubar o pergaminho do time Kurenai. O time Kurenai ainda tenta recuperar o pergaminho, mas ainda tem que lidar com o time rival, principalmente depois de fazer uma evocação. |                                                             |            |
| 403 | "Coragem sem Limites" "諦めないド根性"                      | 12/03/2015 |
| (Filler) O time rival tenta apagar seu rastro para enganar o time Kurenai, mas Kiba se lembra do dia em que Naruto parte com Jiraiya para treinar. Depois eles conseguem superar o time rival e conseguem recuperar os pergaminhos. |                                                             |            |
| 404 | "Os problemas de Ten Ten" "テンテンの悩み"                  | 19/03/2015 |
| (Filler) O grupo de Guy um descanso e Lee fala algo a Ten Ten que a ofende. Ten Ten lembra dos dias em que Lee e Neji treinavam para dar o seu melhor e ela treina com treina com Guy para aprimorar suas técnicas de evocação. Eles dão de cara com um grupo de kunoichis do País da Chuva em que entram em confronto, mas Ten Ten e a outra kunoichi do time rival acabam sendo pegas em um desabamento. Ten Ten ainda relembra dos dias quando ainda treinava com Guy e quando volta a si ela tenta ajudar a kunoichi do País da Chuva, mas esta se prepara para atacar escondendo sua kunai. |                                                             |            |
| 405 | "As aprisionadas" "閉じ込められた二人"                      | 26/03/2015 |
| (Filler) Ambos os dois lados trabalham para que Ten Ten e a outra kunoichi do País da Chuva saiam de lá. Uma equipe rival tenta arruma confusão com as duas kunoichis da chuva, mas Lee e Neji se intervém. Depois de conseguir uma trégua, ambos os lados trabalham para tirar Ten Ten e a outra kunoichi de lá das ruínas. Mas ambos os dois lados tem de lidar com um bando de formigas gigantes. Ten Ten se lembra do treinamento que teve com Guy e quando teve que usar seu pergaminho de evocação para colocar um oceano nele. Ten Ten usa o pergaminho de oceano e as ruínas desmoronam assim acabando com o exército de formigas saindo de lá. Agora, cada um segue seu caminho. |                                                             |            |